# 圣克鲁瓦 (多尔多涅省)
圣克鲁瓦（法語：Sainte-Croix，法語發音：[sɛ̃t kʁwa] ⓘ）是法国多尔多涅省的一个市镇，属于贝尔热拉克区。

## 地理
圣克鲁瓦（44°44'23"N, 0°49'51"E）面积12.87 平方千米，位于法国新阿基坦大区多爾多涅省，该省份为法国西南部内陆省份，是法國本土面积第三大的省，大致对应佩里戈尔地区，北起顺时针与夏朗德省、上维埃纳省、科雷兹省、洛特省、洛特-加龙省、吉倫特省和滨海夏朗德省接壤。
与圣克鲁瓦接壤的市镇（或旧市镇、城区）包括：圣阿维塞尼约尔、蒙费朗迪佩里戈尔、圣罗曼德蒙帕济耶、洛尔姆、朗皮约、佩里戈尔地区博蒙图瓦、拉布克里。

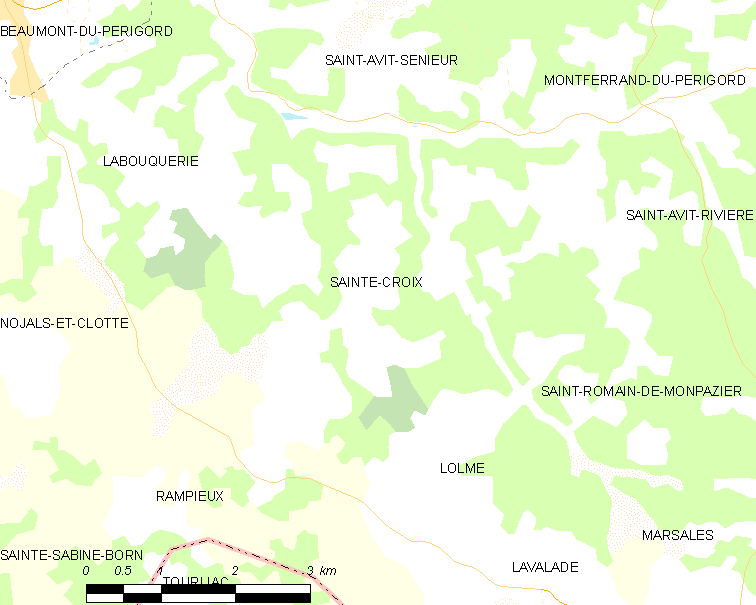
的OSM定位图

圣克鲁瓦的时区为UTC+01:00、UTC+02:00（夏令时）。

## 行政
圣克鲁瓦的邮政编码为24440，INSEE市镇编码为24393。

## 政治
圣克鲁瓦所属的省级选区为拉兰德县。

## 人口

1962-2008年间人口变化图示

圣克鲁瓦于2022年1月1日时的人口数量为85人。